# Pfarrkirche Höhenberg

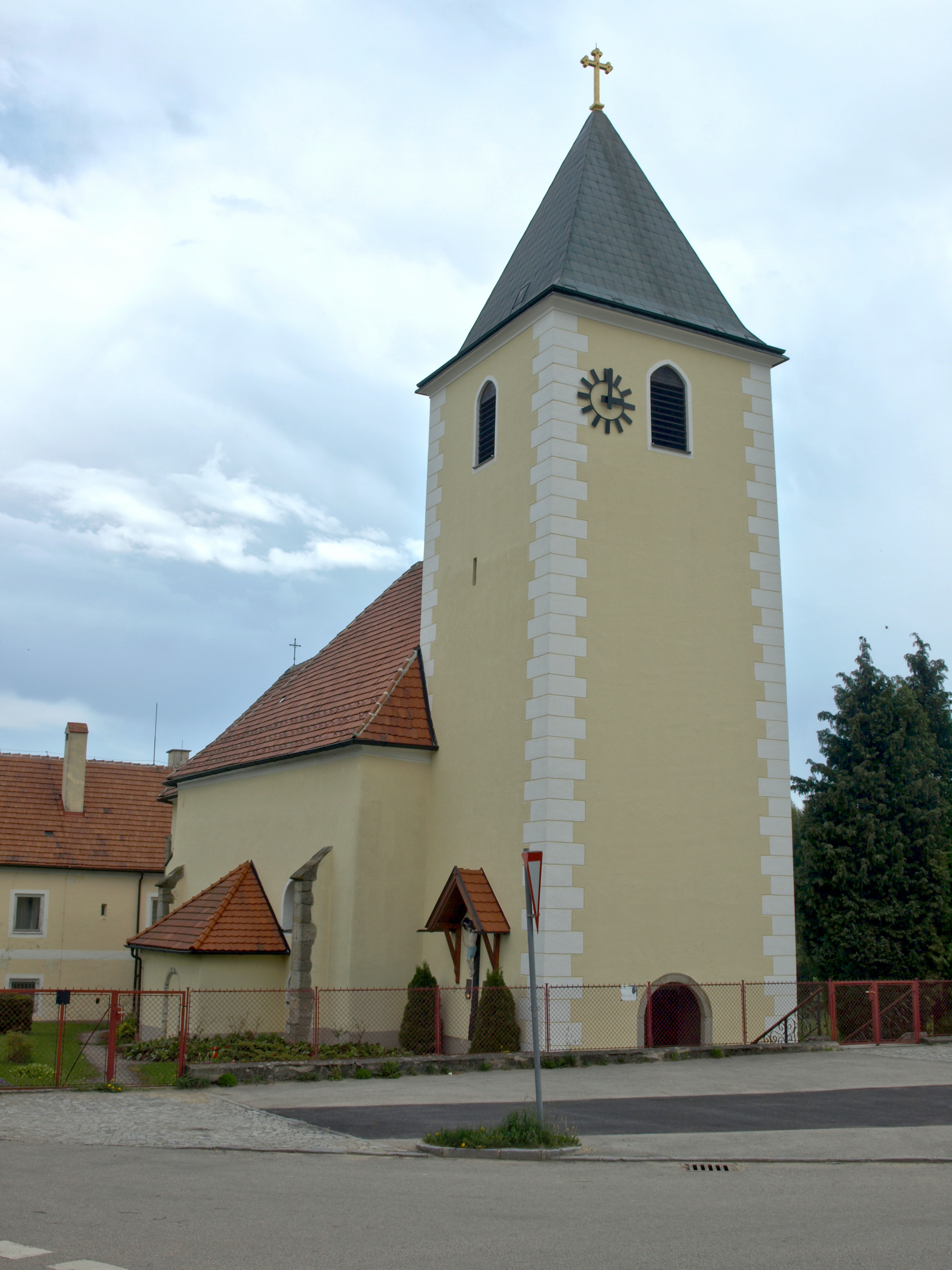
Pfarrkirche hl. Jakobus der Ältere in Höhenberg

Die römisch-katholische Pfarrkirche Höhenberg steht im Ort Höhenberg in der Marktgemeinde Großdietmanns in Niederösterreich. Die dem Patrozinium des hl. Jakobus der Ältere unterstellte Pfarrkirche gehört zum Dekanat Gmünd in der Diözese St. Pölten. Die Kirche und der ehemalige Friedhof stehen unter Denkmalschutz.

## Geschichte
1280 wurde urkundlich ein Vikariat genannt. 1332 bestand eine Pfarre. Die im Kern romanische Kirche mit einem Westturm und einem gotischen Chor ist aus dem 13. Jahrhundert. 1739 wurden drei Altäre geweiht. Bis 1804 war die Kirche von einem Friedhof umgeben. 1955 war eine Restaurierung.

## Architektur
Der quadratische Westturm mit Rundbogenschallfenstern und einem Pyramidenhelm – im Kern romanisch – wurde nach einem Brand um 1800 im Jahr 1845 neu erhöht. Das schlichte dreijochige Langhaus mit Rundbogenfenstern erhielt Strebepfeiler mit der neuen Einwölbung von 1575. Der eingezogene zweijochige gotische Chor hat einen Dreiachtelschluss und ist im Osten mit dem um 1800 erneuerten Pfarrhof baulich verbunden. Der Kirchenbau hat dünne, dreikantige Streben und teils erhaltene zweibahnige Maßwerkfenster aus dem Anfang des 16. Jahrhunderts und nordseitig ein späteres Rundbogenfenster. Südseitig am Chor ist eine barock veränderte Sakristei angebaut. Nordseitig zeigt die Kirche unter dem Gesims vier gemalte Wappen.
Die Orgel aus 1912 mit 6 Registern in einem Rokokogehäuse wurde von Franz Capek geschaffen.